# Blood Creek
Blood Creek es una película estadounidense de 2009, del género terror thriller, dirigida por Joel Schumacher sobre un guion original de Dave Kajganich y protagonizada por Dominic Purcell, Henry Cavill y Michael Fassbender.
Producida por Gold Circle Films y distribuida por Lionsgate, se filmó en Bucarest y MediaPro Studio.

## Argumento
En 1936, un profesor alemán, Richard Wirth,  está alojado con los Wollner, una familia de emigrantes alemanes en West Virginia. Los Wollner creen que él es un profesor visitante, pero Wirth resulta ser un ocultista nazi que busca una piedra rúnica vikinga enterrada en su propiedad. Cuando Wirth revela que quiere usarla para el mal, es interrumpido por la familia, que lo atrapa en su sótano y lo ata mediante un ritual que requiere frecuentes sacrificios humanos. Vinculados a Wirth, la familia sobrevive a través de las décadas, operando tanto como captores y como siervos de Wirth, que mantienen debilitado.
En 2007, a sus 25 años de edad, Evan Marshall se sorprende cuando su hermano mayor Victor aparece de repente tras haber desaparecido durante un campamento en la zona rural de Virginia Occidental. Victor explica que ha escapado de sus captores, y rápidamente preparan volver para la venganza. Los hermanos se dirigen a la granja y se enfrentan a los Wollner. Ellos, a su vez, advierten a los hermanos acerca de Wirth. Ellos no los escuchan, hasta que Wirth sale de la bodega y comienza el terror. Wirth revela que la razón por la que Victor pudo escapar fue porque Wirth sabía que Victor regresaría a la granja para vengarse y finalmente liberarlo de los Wollner, así que lo dejó irse a propósito. Los hermanos se las arreglan para envenenar y decapitar a Wirth, pero como resultado los hermanos Wollner envejecen rápidamente y mueren. Antes de que la más joven muera, ella le dice a Evan que el líder de los SS Heinrich Himmler ha enviado otros ocho agentes nazis a diferentes granjas. Evan encuentra un mapa que estaba bajo la granja y descubre que otros como Wirth están en otras granjas. Mientras que Victor regresa a casa por su familia, Evan se dirige a las otras granjas para detener a los nazis.

## Reparto
- Dominic Purcell como Victor Marshall.
- Henry Cavill como Evan Marshall.
- Michael Fassbender como Richard Wirth.
- Emma Booth como Liese.
- Rainer Winkelvoss como Otto.
- Shea Whigham como Luke.
- Wentworth Miller como un soldado alemán (no acreditado).

## Producción
La producción estuvo a cargo del Gold Circle Films y la distribución, de Lionsgate. La película se filmó en Rumanía (Bucarest y MediaPro Studio).

## Recepción
Blood Creek recibió mayormente críticas negativas. Rotten Tomatoes reportó una calificación de 33 %, solo seis críticos dieron comentarios positivos. La calificación media fue 4/10.